# Toại Xương
Toại Xương (遂昌縣, Hán Việt: Toại Xương huyện) là một huyện thuộc địa cấp thị Lệ Thủy, tỉnh Chiết Giang, Cộng hòa Nhân dân Trung Hoa. Huyện này có diện tích 2539 km2, dân số 230.000 người. Mã số bưu chính là 323300. Huyện lỵ huyện này đóng ở số 1 phố Tiền đường Hạc Thành Đông, trấn Diệu Cao. Huyện Toại Xương có các đơn vị hành chính trực thuộc gồm 9 trấn, 10 hương, 1 hương dân tộc, 7 khu xã, 5 khu dân cư, 390 thôn hành chính.

## Khí hậu
| Dữ liệu khí hậu của Toại Xương, elevation 238 m (781 ft), (1991–2020 normals, extremes 1981–2010) | Dữ liệu khí hậu của Toại Xương, elevation 238 m (781 ft), (1991–2020 normals, extremes 1981–2010) | Dữ liệu khí hậu của Toại Xương, elevation 238 m (781 ft), (1991–2020 normals, extremes 1981–2010) | Dữ liệu khí hậu của Toại Xương, elevation 238 m (781 ft), (1991–2020 normals, extremes 1981–2010) | Dữ liệu khí hậu của Toại Xương, elevation 238 m (781 ft), (1991–2020 normals, extremes 1981–2010) | Dữ liệu khí hậu của Toại Xương, elevation 238 m (781 ft), (1991–2020 normals, extremes 1981–2010) | Dữ liệu khí hậu của Toại Xương, elevation 238 m (781 ft), (1991–2020 normals, extremes 1981–2010) | Dữ liệu khí hậu của Toại Xương, elevation 238 m (781 ft), (1991–2020 normals, extremes 1981–2010) | Dữ liệu khí hậu của Toại Xương, elevation 238 m (781 ft), (1991–2020 normals, extremes 1981–2010) | Dữ liệu khí hậu của Toại Xương, elevation 238 m (781 ft), (1991–2020 normals, extremes 1981–2010) | Dữ liệu khí hậu của Toại Xương, elevation 238 m (781 ft), (1991–2020 normals, extremes 1981–2010) | Dữ liệu khí hậu của Toại Xương, elevation 238 m (781 ft), (1991–2020 normals, extremes 1981–2010) | Dữ liệu khí hậu của Toại Xương, elevation 238 m (781 ft), (1991–2020 normals, extremes 1981–2010) | Dữ liệu khí hậu của Toại Xương, elevation 238 m (781 ft), (1991–2020 normals, extremes 1981–2010) |
| Tháng                                                                                             | 1                                                                                                 | 2                                                                                                 | 3                                                                                                 | 4                                                                                                 | 5                                                                                                 | 6                                                                                                 | 7                                                                                                 | 8                                                                                                 | 9                                                                                                 | 10                                                                                                | 11                                                                                                | 12                                                                                                | Năm                                                                                               |
| ------------------------------------------------------------------------------------------------- | ------------------------------------------------------------------------------------------------- | ------------------------------------------------------------------------------------------------- | ------------------------------------------------------------------------------------------------- | ------------------------------------------------------------------------------------------------- | ------------------------------------------------------------------------------------------------- | ------------------------------------------------------------------------------------------------- | ------------------------------------------------------------------------------------------------- | ------------------------------------------------------------------------------------------------- | ------------------------------------------------------------------------------------------------- | ------------------------------------------------------------------------------------------------- | ------------------------------------------------------------------------------------------------- | ------------------------------------------------------------------------------------------------- | ------------------------------------------------------------------------------------------------- |
| Cao kỉ lục °C (°F)                                                                                | 26.5 (79.7)                                                                                       | 29.1 (84.4)                                                                                       | 34.9 (94.8)                                                                                       | 34.6 (94.3)                                                                                       | 37.0 (98.6)                                                                                       | 37.0 (98.6)                                                                                       | 40.6 (105.1)                                                                                      | 40.0 (104.0)                                                                                      | 39.7 (103.5)                                                                                      | 36.0 (96.8)                                                                                       | 33.2 (91.8)                                                                                       | 26.1 (79.0)                                                                                       | 40.6 (105.1)                                                                                      |
| Trung bình ngày tối đa °C (°F)                                                                    | 11.3 (52.3)                                                                                       | 14.0 (57.2)                                                                                       | 17.7 (63.9)                                                                                       | 23.5 (74.3)                                                                                       | 27.6 (81.7)                                                                                       | 29.7 (85.5)                                                                                       | 34.0 (93.2)                                                                                       | 33.4 (92.1)                                                                                       | 29.6 (85.3)                                                                                       | 24.9 (76.8)                                                                                       | 19.4 (66.9)                                                                                       | 13.8 (56.8)                                                                                       | 23.2 (73.8)                                                                                       |
| Trung bình ngày °C (°F)                                                                           | 6.1 (43.0)                                                                                        | 8.3 (46.9)                                                                                        | 11.9 (53.4)                                                                                       | 17.4 (63.3)                                                                                       | 21.9 (71.4)                                                                                       | 24.7 (76.5)                                                                                       | 27.9 (82.2)                                                                                       | 27.4 (81.3)                                                                                       | 24.0 (75.2)                                                                                       | 18.8 (65.8)                                                                                       | 13.4 (56.1)                                                                                       | 7.8 (46.0)                                                                                        | 17.5 (63.4)                                                                                       |
| Tối thiểu trung bình ngày °C (°F)                                                                 | 2.7 (36.9)                                                                                        | 4.5 (40.1)                                                                                        | 7.9 (46.2)                                                                                        | 13.0 (55.4)                                                                                       | 17.5 (63.5)                                                                                       | 21.1 (70.0)                                                                                       | 23.4 (74.1)                                                                                       | 23.3 (73.9)                                                                                       | 20.1 (68.2)                                                                                       | 14.5 (58.1)                                                                                       | 9.3 (48.7)                                                                                        | 3.8 (38.8)                                                                                        | 13.4 (56.2)                                                                                       |
| Thấp kỉ lục °C (°F)                                                                               | −7.7 (18.1)                                                                                       | −6.7 (19.9)                                                                                       | −4.2 (24.4)                                                                                       | −0.2 (31.6)                                                                                       | 7.2 (45.0)                                                                                        | 11.1 (52.0)                                                                                       | 17.9 (64.2)                                                                                       | 16.3 (61.3)                                                                                       | 10.3 (50.5)                                                                                       | 1.3 (34.3)                                                                                        | −3.1 (26.4)                                                                                       | −9.9 (14.2)                                                                                       | −9.9 (14.2)                                                                                       |
| Lượng Giáng thủy trung bình mm (inches)                                                           | 77.0 (3.03)                                                                                       | 86.3 (3.40)                                                                                       | 166.7 (6.56)                                                                                      | 182.4 (7.18)                                                                                      | 183.6 (7.23)                                                                                      | 317.4 (12.50)                                                                                     | 167.3 (6.59)                                                                                      | 157.6 (6.20)                                                                                      | 108.4 (4.27)                                                                                      | 51.3 (2.02)                                                                                       | 76.7 (3.02)                                                                                       | 61.4 (2.42)                                                                                       | 1.636,1 (64.42)                                                                                   |
| Số ngày giáng thủy trung bình (≥ 0.1 mm)                                                          | 13.1                                                                                              | 13.3                                                                                              | 17.8                                                                                              | 16.9                                                                                              | 17.4                                                                                              | 18.9                                                                                              | 14.6                                                                                              | 15.9                                                                                              | 11.9                                                                                              | 7.4                                                                                               | 9.9                                                                                               | 9.9                                                                                               | 167                                                                                               |
| Số ngày tuyết rơi trung bình                                                                      | 2.4                                                                                               | 1.8                                                                                               | 0.5                                                                                               | 0                                                                                                 | 0                                                                                                 | 0                                                                                                 | 0                                                                                                 | 0                                                                                                 | 0                                                                                                 | 0                                                                                                 | 0                                                                                                 | 0.8                                                                                               | 5.5                                                                                               |
| Độ ẩm tương đối trung bình (%)                                                                    | 78                                                                                                | 77                                                                                                | 77                                                                                                | 76                                                                                                | 76                                                                                                | 81                                                                                                | 76                                                                                                | 77                                                                                                | 77                                                                                                | 75                                                                                                | 78                                                                                                | 76                                                                                                | 77                                                                                                |
| Số giờ nắng trung bình tháng                                                                      | 93.1                                                                                              | 92.0                                                                                              | 101.8                                                                                             | 119.1                                                                                             | 131.4                                                                                             | 109.8                                                                                             | 202.9                                                                                             | 188.3                                                                                             | 150.1                                                                                             | 150.8                                                                                             | 120.6                                                                                             | 121.0                                                                                             | 1.580,9                                                                                           |
| Phần trăm nắng có thể                                                                             | 28                                                                                                | 29                                                                                                | 27                                                                                                | 31                                                                                                | 31                                                                                                | 26                                                                                                | 48                                                                                                | 46                                                                                                | 41                                                                                                | 43                                                                                                | 38                                                                                                | 38                                                                                                | 36                                                                                                |
| Nguồn: China Meteorological Administration                                                        |                                                                                                   |                                                                                                   |                                                                                                   |                                                                                                   |                                                                                                   |                                                                                                   |                                                                                                   |                                                                                                   |                                                                                                   |                                                                                                   |                                                                                                   |                                                                                                   |                                                                                                   |